# 孕酮

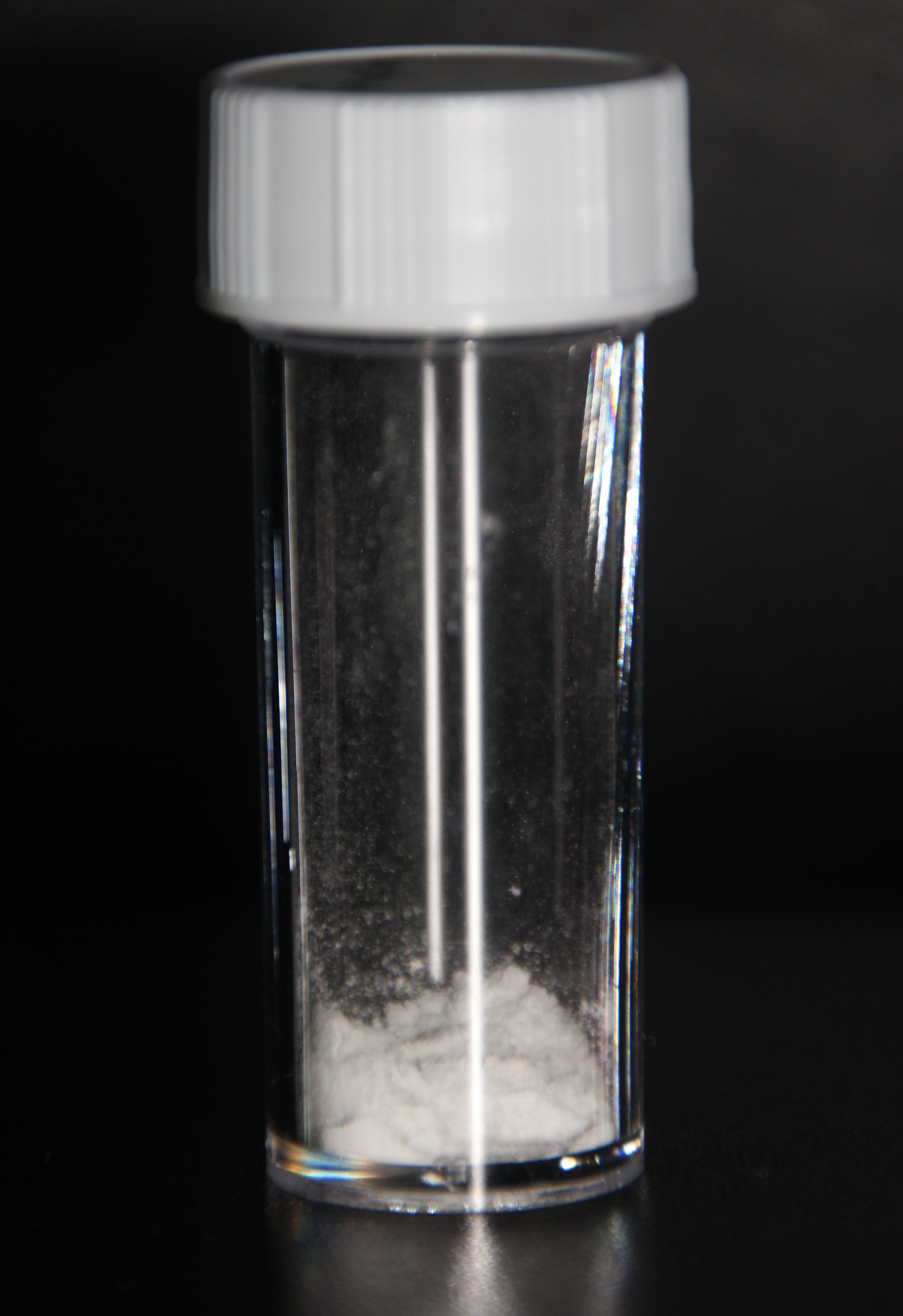
孕酮樣品

孕酮（英語：progesterone，縮寫：P4），化学命名：孕甾-4-烯-3,20-二酮，是一種內源性類固醇和孕激素（progestogen，性激素的一种），参与人類和其他物種的月經週期、妊娠和胚胎发生，是體內主要的孕激素，大部分是由女性卵巢黄体的黄体细胞（luteal cells）分泌。孕酮有许多异称，以“酮”为词尾的有：黃體酮、助孕酮、孕甾酮、黃體甾酮、黃體固酮，以“素”为词尾的有：助孕素、黃體素，以“激素”为词尾的有：助孕激素、黃體激素。
孕酮屬於一類稱為孕激素的荷爾蒙，与雌激素一起参与下丘脑-垂体-卵巢轴的调节。當月經中期卵巢排卵後，排出卵子的卵泡會形成黃體，由此分泌孕酮。孕酮會使子宮內膜从增生期转化为分泌期，維持其厚度直到月經來潮時，此时黃體萎縮，血中孕酮濃度驟降，於是子宮內膜剝落形成月經。孕酮在月經後期促使子宮黏膜內腺體的生長，內膜增厚，為受精卵（孕卵）着床及早期胚胎的营养提供有利条件并维持妊娠；孕酮低的話則會出現月經推遲。未懷孕的女性，其孕酮只在每次月經週期的後半段才由卵巢黃體大量分泌。腦、肝與腎上腺也會分泌。懷孕時（第三個月開始），胎盤也可大量分泌。
孕酮是大多数固醇类激素合成的中间体，包括性激素和皮質類固醇的一個關鍵的代謝中間產物，並發揮在腦功能中起重要作用的神經甾體。

## 化學
孕酮是由四個獨立的研究機構發現的，其结构为含21个碳原子的类固醇。
1933年，威拉德邁倫·艾倫（Willard Myron Allen）和羅切斯特大學醫學院（University of Rochester Medical School）的解剖學教授喬治·華盛頓（George Washington Corner）共同發現了孕激素。艾倫首先確定其熔點、分子量、化學結構。

就像其他類固醇，孕酮由環狀碳水化合物組成。孕酮含有酮，氧化官能基和兩個甲基。且孕酮是疏水性的（因為沒有高度極化的官能基）。
現在的技術已可以合成類似孕酮的物質。

## 合成

### 生物合成
在哺乳動物體內，孕酮就跟其他類固醇一樣，是由孕烯醇酮合成；而孕烯醇酮又是從膽固醇轉化而來。
膽固醇經過兩次氧化作用之後變成20,22-dihydroxycholesterol。這個鄰二醇化合物進一步氧化且C-22的側链斷裂而產生孕烯醇酮。這個反應是由cytochrome P450所催化。要從孕烯醇酮在轉化成孕酮分成兩個步驟進行。首先，3-羥基（3-hydroxyl group）氧化成酮基組（keto group），第二步驟是雙鍵從C-5轉到了C-4的位置。這個步驟是由3beta-hydroxysteroid dehydrogenase/delta(5)-delta(4)isomerase所催化。
孕酮是鹽醛固酮（mineralocorticoid aldosterone）的前驅物。雄烯二醇（Androstenedione）可以轉變成睾酮，雌酮和雌二醇。
孕酮和孕烯醇酮，酵母（yeast）也可以合成。

## 影響
孕酮會造成以下影響：
- 子宮內膜：孕酮主要促進子宮內膜的分泌變化，為受精卵著床準備；排卵后，孕酮也促使宫颈黏液变稠不利于精子穿透。
- 輸卵管：孕酮也會促進輸卵管黏膜內襯之分泌變化，與受精卵在子宮著床前幾天通過輸卵管所需營養有關。
- 乳房：在与雌激素共同作用下，孕酮促進乳房小葉與乳房小泡發育。不過只有孕酮不會使乳房分泌乳汁，需有大量催乳素才有乳汁。
- 孕酮也會造成基礎體溫升高。
- 免疫：在著床與懷孕期間，孕酮似乎降低了母体的免疫反应[6]，以便接受妊娠；其有助于抑制对胎儿抗原的免疫反应，从而防止对胎儿的排斥反应[7]。
- 血糖：胎盤分泌的孕酮會增加母體的血糖，最後導致胎兒的營養攝取增加。

## 濃度
在女性身上，孕酮在月經週期中排卵前的時期都是低濃度，小於2 ng/ml。在排卵後的黃體期增加到大於5 ng/ml。如果懷孕，在懷孕初期濃度會維持在黃體期濃度。等到孕酮開始由胎盤供應，濃度會增加到100-200ng/ml。

## 醫學應用
孕酮和其類似有許多的醫學應用，可以用來解決緊急的情況還有長期天然的孕激素水平低下。
由於孕酮的口服活性不佳，所以有許多人工合成的孕酮設計方向就是增加口服活性，且在處方面面式之前就可以使用了很長的一段時間。
1997年7月31日，美國食品藥物管理局核准孕酮陰道凝膠；1998年5月14日核准口服膠囊；2001年4月25日核准注射劑。
在義大利和西班牙，孕酮以Progeffik作爲商業名稱出售。

### 生體可用率
隨著給藥途徑不同，生體可用率也不同。從口服途徑來看，每個人的吸收跟生體可用率大不同。
人工合成的孕激素會被快速的吸收且具有比較大的半衰期，在體內也有比較平穩的血中濃度。
孕酮口服的吸收不良且對水的溶解度不佳，除非在油中形成微粒。產品通常是膠囊，內含在油中形成微粒的孕酮；另外也可以經由陰道、直腸栓劑或子宮給藥，塗抹凝膠或霜劑；亦或是透過注射的方式給藥。
從山藥而來的"天然孕酮"產品，不需要處方，但是沒有證據指出人體可以把山藥的活性成分（diogenin）轉成適合人體使用的孕酮。

### 老化
在男性，孕酮是在睪丸生產睪酮；女性是在卵巢。關閉或移除這些東西必然會導致體內的孕酮水平減少。孕酮被認為是"女性荷尔蒙"。
孕酮具有調節的功能，在人體的許多組織都有受體。當孕酮的濃度下降時，可能會使腫瘤形成。

### 腦部受損
有研究顯示孕酮有支持腦神經正常發育的功能，且對於受損的腦細胞有保護的功能。
有一些動物研究證實當腦部受損時給予短暫的孕酮具有保護神經的功能。某些令人感到激勵的研究已經刊登在人體臨床試驗報告。
孕酮保護神經的機轉可能是減少伴隨腦損傷而來的發炎效應。

## 臨床應用
在一些病例中，会使用黄体酮治疗黄体功能不足。试验表明，口服和肌注两种方式的治疗效果差异不显著。使用黄体酮治疗先兆流产与妊娠综合症、早产、低出生重的畸形等没有关联，但黄体酮的使用仍然存在争议，黄体酮会放松平滑肌，但同时也会加大异常妊娠的风险，而且不能有效降低流产的机率。
1960年代起，黄体酮开始作为降低早产风险的治疗手段。随机试验表明黄体酮可以降低早产的风险，但仍不清楚延长妊娠时间是否可以改善胎儿的健康。